# Unione Sportiva Cremonese 1922-1923
Questa pagina raccoglie le informazioni riguardanti l'Unione Sportiva Cremonese nelle competizioni ufficiali della stagione 1922-1923.

## Stagione
In questa stagione la Cremonese si piazza in sesta posizione con 24 punti. 
La novità di stagione è il ritorno in maglia grigiorossa di Alberto Albertoni. La squadra è affidata ad una Commissione Tecnica formata da Giannino Sperlari, Rosolino Aldovini, Enzo Gaetani, Vittorio Onofri e Attilio Tornetti che svolge le mansioni di referente sul campo alla Commissione Tecnica essendo il capitano della squadra.

## Rosa
| N. |                   | Ruolo | Calciatore          |
| -- | ----------------- | ----- | ------------------- |
|    | Italia (bandiera) | P     | Dario Compiani      |
|    | Italia (bandiera) | D     | Aglio               |
|    | Italia (bandiera) | D     | Mario Antonioli     |
|    | Italia (bandiera) | D     | Leonida Ardigò      |
|    | Italia (bandiera) | D     | Attilio Ravani      |
|    | Italia (bandiera) | D     | Ottorino Ravani     |
|    | Italia (bandiera) | D     | Secondo Talamazzini |
|    | Italia (bandiera) | C     | Alberto Albertoni   |
|    | Italia (bandiera) | C     | Pietro Balestreri   |
|    | Italia (bandiera) | C     | Ercole Bodini       |

| N. |                   | Ruolo | Calciatore        |
| -- | ----------------- | ----- | ----------------- |
|    | Italia (bandiera) | C     | Pietro Bonzio     |
|    | Italia (bandiera) | C     | Cesare Cassanelli |
|    | Italia (bandiera) | C     | Giuseppe Puerari  |
|    | Italia (bandiera) | C     | Giovanni Puerari  |
|    | Italia (bandiera) | C     | Mariano Tansini   |
|    | Italia (bandiera) | A     | Ardigò I          |
|    | Italia (bandiera) | A     | Corradi           |
|    | Italia (bandiera) | A     | Italo Defendi     |
|    | Italia (bandiera) | A     | Ettore Papadia    |
|    | Italia (bandiera) | A     | Andrea Poli       |

## Risultati

### Prima Divisione

#### Girone di andata
| Arbitro: | Panzeri (Milano) |

|  |           |                      |
|  | Marcatori | 5’ Marcora 72’ Rosso |

| Arbitro: | Sessa (Milano) |

|             |           |                               |
| Defendi 60’ | Marcatori | 37’ Neri 65’ (rig.) De Vecchi |

| Arbitro: | Pinasco (Sestri Ponente) |

|                                 |           |            |
| Bronzini 5’ (rig.) Papa III 88’ | Marcatori | 78’ Bonzio |

| Arbitro: | Crivelli (Milano) |

|             |           |  |
| Defendi 55’ | Marcatori |  |

| Arbitro: | Agostini (Firenze) |

|                                |           |  |
| Perin 40’, 51’ Della Valle 58’ | Marcatori |  |

| Arbitro: | Muttoni (Treviglio) |

|                         |           |  |
| Bonzio 29’ Ardigò I 52’ | Marcatori |  |

| Arbitro: | Mombelli (Casale Monf.) |

|                         |           |                              |
| Toselli 30’ Bottino 51’ | Marcatori | 73’ Bodini I 75’ 90’ Defendi |

| Cremona 17 dicembre 1922 8ª giornata | Cremonese         | 0 – 0 | Modena | Campo di via Persico\| Arbitro: \| Fontana (Bologna) \| |
| Arbitro:                             | Fontana (Bologna) |       |        |                                                         |

| Arbitro: | Barnabò (Milano) |

|  |           |            |
|  | Marcatori | 84’ Bonzio |

| Arbitro: | Mauro (Milano) |

|                            |           |            |
| Ferraris 8’ 21’ Blando 50’ | Marcatori | 19’ Bonzio |

| Arbitro: | Vota (Torino) |

|                                      |           |  |
| Defendi 15’ Bodini I 22’ (Goal), 87’ | Marcatori |  |

#### Girone di ritorno
| Arbitro: | Canepa (Savona) |

|                                                    |           |  |
| Torriani 3’ Raso 16’ Allemandi 47’ (rig.) Raso 87’ | Marcatori |  |

| Arbitro: | Katz (Parma) |

|                                     |           |  |
| Santamaria 18’ De Vecchi 85’ (rig.) | Marcatori |  |

| Arbitro: | Zennaro (Genova) |

|  |           |              |
|  | Marcatori | 60’ Ballarin |

| Arbitro: | Bellini (Padova) |

|                                  |           |                          |
| Melchior 53’ Bellotto 75’ (rig.) | Marcatori | 33’ Bonzio 70’ Albertoni |

| Arbitro: | Trezzi (Milano) |

|                 |           |             |
| Talamazzini 67’ | Marcatori | 50’ Gasperi |

| Arbitro: | A.Gama (Milano) |

|  |           |                   |
|  | Marcatori | 69’, 73’ Bodini I |

| Arbitro: | Bistoletti (Milano) |

|                                            |           |  |
| Defendi 5’ Bodini I 14’ Albertoni 58’, 83’ | Marcatori |  |

| Arbitro: | Majani (Torino) |

|            |           |              |
| Cuttin 76’ | Marcatori | 79’ Bodini I |

| Arbitro: | A.Gama (Milano) |

|                            |           |  |
| Bodini I 23’ Albertoni 44’ | Marcatori |  |

| Arbitro: | Katz (Parma) |

|          |           |  |
| Poli 29’ | Marcatori |  |

| Como 6 maggio 1923 22ª giornata | Esperia         | 2 – 0 A tav. | Cremonese | Campo di Via Milano\| Arbitro: \| Majani (Torino) \| |
| Arbitro:                        | Majani (Torino) |              |           |                                                      |